# Coahuayutla de José María Izazaga
Coahuayutla de José María Izazaga är en kommun i Mexiko.   Den ligger i delstaten Guerrero, i den södra delen av landet, 290 km väster om huvudstaden Mexico City. Antalet invånare är 13 291. Arean är 3 512 kvadratkilometer.
Terrängen i Coahuayutla de José María Izazaga är bergig österut, men västerut är den kuperad.
Följande samhällen finns i Coahuayutla de José María Izazaga:
- Coahuayutla de Guerrero
- Nueva Cuadrilla
- Barrio de Lozano
- Las Balsas
- El Jazmín
- Matamoros
- El Zopilote
- Puerto del Carrizo
- Cuauhtémoc
- Colmeneros
- Barrio de Guzmán
- Zoyatán
- La Calerita
- Lomas Blancas
- La Higuerita
- Tres Palos
- Las Juntas de Bustos
- San Vicente
- Las Catarinas
- San Rafael